# Irán–kontrák-ügy
Az Irán–kontrák-ügy egy politikai botrány volt az Egyesült Államokban, amelynek középpontjában az 1981 és 1986 közötti, Iránba irányuló fegyverkereskedelem állt, amelyet a Ronald Reagan-kormányzat magas rangú tisztviselői segítettek. Mivel Irán a botrány idején fegyverembargó alatt állt, a fegyvereladást illegálisnak minősítették. A kormányzat abban reménykedett, hogy a fegyvereladásból származó bevételt a kontrák, egy nicaraguai sandinista-ellenes lázadó csoport finanszírozására fordítja. A Boland-módosítás értelmében, amelyet a Kongresszus 411–0 arányban elfogadott, és Reagan törvénybe iktatott, a kontrák további finanszírozását törvényhozási előirányzatokból a Kongresszus megtiltotta, de a Reagan-kormányzat titokban továbbra is finanszírozta őket nem elkülönített forrásokból.
A kormányzat azzal indokolta a fegyverszállítmányokat, hogy azok a Hezbollah, egy iráni kapcsolatokkal rendelkező, az Iszlám Forradalmi Gárdához kapcsolódó iszlamista félkatonai csoport által Libanonban fogva tartott hét amerikai túsz kiszabadítására tett kísérlet részét képezték. A fegyverek túszokra cserélésének ötletét Manucher Ghorbanifar, egy külföldön élő iráni fegyverkereskedő vetette fel. A Reagan-kormányzat egyes tagjai abban reménykedtek, hogy az eladások befolyásolják Iránt, hogy rávegye a Hezbollah-t a túszok szabadon bocsátására.
Miután a libanoni Ash-Shiraa magazin 1986 novemberében beszámolt a fegyverkereskedelemről, az nemzetközi hírekbe került, aminek következtében Reagan szerepelt a nemzeti televízióban. Azt állította, hogy bár a fegyverátadások valóban megtörténtek, az Egyesült Államok nem cserélt fegyvereket túszokra. A nyomozást akadályozta, hogy a Reagan-kormány tisztviselői nagy mennyiségű, az üggyel kapcsolatos dokumentumot megsemmisítettek vagy visszatartottak a nyomozók elől. 1987 márciusában Reagan egy újabb országos televíziós beszédet mondott, amelyben kijelentette, hogy teljes felelősséget vállal az ügyért, és kijelentette, hogy "ami Iránnal szembeni stratégiai nyitásként indult, a megvalósítás során fegyverkereskedelemmé fajult túszokért".
Az ügyet a Kongresszus és a Reagan által kinevezett háromtagú Tower Commission vizsgálta. Egyik vizsgálat sem talált bizonyítékot arra, hogy maga Reagan elnök tudott volna a több program mértékéről. Ezenkívül Lawrence Walsh amerikai főügyész-helyettest 1986 decemberében független tanácsadónak nevezték ki, hogy kivizsgálja a rendszerben részt vevő tisztviselők esetleges bűncselekményeit. Végül több tucat kormányzati tisztviselőt vádoltak meg, köztük Caspar Weinberger védelmi minisztert és Oliver North alezredest. Tizenegy ítélet született, amelyek közül néhányat fellebbezéssel hatályon kívül helyeztek. A vád alá helyezett vagy elítélt többiek mind kegyelmet kaptak George H. W. Bush elnökségének utolsó napjaiban, aki az ügy idején alelnök volt. Csak egy Irán–kontra-vádlott töltött le börtönbüntetést, mások próbaidőt kaptak, és néhánynak folyamatban lévő tárgyalása volt, majd kegyelmet kaptak. Walsh, a független jogi képviselő úr megjegyezte, hogy a kegyelmi nyilatkozatok kiadásával Bush látszólag előre látta, hogy a Weinberger-per során napvilágra került bizonyítékok alapján őt is vádolják, és megjegyezte, hogy Bush, Weinberger és más magas rangú Reagan-kormányzati tisztviselők „megtévesztésre és akadályozásra” törekedtek. Walsh 1993. augusztus 4-én nyújtotta be zárójelentését, majd később jogi képviselőként szerzett tapasztalatairól beszámolót írt: Firewall: The Iran-Contra Conspiracy and Cover-Up.

## Fordítás
- Ez a szócikk részben vagy egészben  az   Iran-Contra affair című angol Wikipédia-szócikk ezen változatának fordításán alapul.  Az eredeti cikk szerkesztőit annak laptörténete sorolja fel. Ez a jelzés csupán a megfogalmazás eredetét és a szerzői jogokat jelzi, nem szolgál a cikkben szereplő információk forrásmegjelöléseként.